# Monika Panajotowa
Monika Chans Panajotowa, bułg. Моника Ханс Панайотова (ur. 19 sierpnia 1983 w Sofii) – bułgarska ekonomistka i polityk, posłanka do Parlamentu Europejskiego VII kadencji.

## Życiorys
Ukończyła międzynarodowe stosunki gospodarcze na Uniwersytecie Gospodarki Narodowej i Światowej w Sofii, doktoryzowała się również na tej uczelni. Do 2008 pracowała w instytucie polityki gospodarczej. Zaangażowała się w działalność partii politycznej GERB, została przewodniczącą jej organizacji młodzieżowej.
W wyborach do Parlamentu Europejskiego w czerwcu 2009 bez powodzenia kandydowała do Parlamentu Europejskiego. W lipcu tego samego roku w wyborach krajowych została wybrana do Zgromadzenia Narodowego 41. kadencji. W 2012 objęła mandat w Europarlamencie, gdy zrezygnował z niego Emił Stojanow. Przystąpiła do grupy Europejskiej Partii Ludowej. W PE zasiadała do 2014.
Została później dyrektorem generalnym firmy konsultingowej Inno Advisers oraz członkinią rady doradczej fundacji „Byłgarska pamet”. W trzecim rządzie Bojka Borisowa była wiceministrem do spraw bułgarskiej prezydencji w Radzie Unii Europejskiej w 2018 (2017–2018).